# Mohamed Al-Bishi
Mohamed Eid Al-Bishi (Jeddah, 3 de maio de 1987) é um futebolista profissional saudita, defensor, milita no Al Nassr.

## Carreira
Al-Bishi fez parte do elenco da Seleção Saudita de Futebol da Copa do Mundo de 2006.